# Léopold Javal
Pour les autres membres de la famille, voir Famille Javal.
Léopold Javal, né le 1er décembre 1804 à Mulhouse et mort le 28 mars 1872 à Paris 8e, est un banquier, homme politique et agronome français.

## Biographie
Fondateur d'une puissante famille d'industriels alsaciens d'origine juive, et fils du banquier et industriel Gilots Jacob (Jacques Javal le Jeune), président du Consistoire israélite de Paris de 1824 à 1829, et de Lucie Blumenthal, Léopold Javal fait ses études au lycée de Nancy, puis au lycée Saint-Louis à Paris et en Angleterre, avant de préparer le concours d'entrée à l'École polytechnique en candidat libre. Il travaille quelque temps dans la fabrique d'indiennes familiale à Saint-Denis, puis à Londres dans une banque.
Très jeune, il entre comme administrateur adjoint aux Messageries Laffitte et Caillard, où il perfectionne la construction des voitures hippomobiles. En 1830, il part pour l'Algérie avec le projet d'y créer des exploitations agricoles dans la plaine de la Mitidja. Sur place, il s'engage comme volontaire dans l'armée et, membre du corps expéditionnaire du général Clauzel, se distingue par sa bravoure, plantant notamment le drapeau français sur le minaret le plus élevé de la ville de Medeah tout juste conquise. Il est ensuite chargé de raccompagner en France le bey du Titteri, qui a été fait prisonnier. À son retour, il est promu sous-lieutenant de cavalerie et fait chevalier de la Légion d'honneur le 18 mai 1831.
Ami des frères Pereire, il se prend de passion pour le saint-simonisme, tout en continuant de travailler dans les entreprises familiales qui établissent les premières lignes d'omnibus dans Paris. En 1835, il prend la succession de son père. Il prend le contrôle et la direction de la banque qu'il rebaptise « Léopold Javal et Cie ». Il investit dans des mines en Provence, dans des compagnies de canalisation, crée un grand bazar baptisé « À la ménagère », et un établissement de bains publics sur la Seine, au pied de la Samaritaine, construit un quartier d'habitations ouvrières à Montrouge. En dix ans, il triple le capital des entreprises familiales et jette les bases de sa fortune personnelle.
En 1834, il achète près de Villeneuve-l'Archevêque (Yonne) un domaine de 13 hectares, la ferme de Vauluisant), qu'il portera à 316 hectares par des acquisitions successives avec l'ambition d'en faire une ferme modèle, appliquant les dernières méthodes de culture. En 1847, il crée le concours agricole de Vauluisant, au succès grandissant d'année en année ; en 1862, il y adjoint un concours de ferrage. En 1847, il achète une exploitation de 690 hectares sur le bassin d'Arcachon, qu'il agrandira jusqu'à 3 000 hectares en 1860, centrés sur la commune d'Arès. Il y plante des pins pour fixer les dunes, exploite industriellement la résine, fore des puits pour alimenter les communes en eau potable et éradiquer ainsi la fièvre typhoïde. Ces efforts lui valent la rosette d'officier de la Légion d'honneur en 1862.
Le 22 juillet 1838, il épouse à Mosbach (grand-duché de Bade) Augusta de Laemel (1817-1893), fille du financier Leopold von Lämel (de) (1790- ?) et de la baronne Sophia von Eichthal, sœur du baron Simon von Eichthal (de), banquier installé à Augsbourg (Bavière). Le couple a six enfants : Émile (1839-1907), Pauline (1842- ?), Ernest (1843-1897), Eugène (1846-1847), Alfred (1848- ?) et Sophie (1853-31.12.1947), épouse de Paul Wallerstein.
À compter de son mariage, Léopold Javal développe considérablement son activité de banque. Il la réduit à partir de 1850 pour se borner à représenter à Paris des maisons étrangères (Merton et Cohen de Londres, Cahen de Bruxelles).
En 1851, il est élu conseiller général d'Audenge (Gironde), mandat qu'il abandonne en 1859. Lui succède quelques années plus tard Jacques Duvigneau dit Chéri (1833-1902). En 1857, il est élu député de l'Yonne. Il est réélu en 1863, 1869 et 1871, sous l'étiquette de l'Union républicaine. Au Corps législatif, il s'oppose de plus en plus ouvertement au Second Empire et finira par signer la proposition de déchéance de Napoléon III après la défaite de Sedan. Très lié avec Adolphe Thiers, il reste à Paris pendant le siège de la capitale avant de rejoindre sa famille à Arès, en Gironde.
En 1844, Léopold Javal est élu au Consistoire du Haut-Rhin. En 1861, il est nommé membre du Consistoire central. En 1868, il devient vice-président de l'Alliance israélite universelle.
Léopold Javal est franc-maçon, membre de la très élitiste et bonapartiste loge Saint-Lucien du Grand Orient de France.
À Paris, il habite un hôtel particulier rue d'Anjou, qui abrite une belle collection de tableaux anciens.
Léopold Javal meurt à son domicile le 28 mars 1872, et est inhumé au cimetière du Père-Lachaise (7e division),.

## Distinctions
- Officier de la Légion d'honneur (1862).